# Велюгин, Анатолий Степанович
Анато́лий Степа́нович Велю́гин (бел. Анато́ль Сцяпа́навіч Вялю́гін; 27 декабря 1923 — 24 октября 1994, Минск) — белорусский советский поэт, прозаик и переводчик, киносценарист. Лауреат Литературной премии имени Янки Купалы (1964). Лауреат Государственной премии Белорусской ССР (1968). Заслуженный деятель культуры Белорусской ССР (1969). Член Союза писателей СССР (1946).

## Биография
Родился в семье фельдшера. В 1939—1940 годах, будучи студентом литературного факультета Минского педагогического института, работал в редакции газеты «Звезда». С сентября 1941 года учился в Свердловским педагогическом институте. В 1942 году был призван в РККА, учился в Лугинской авиашколе, участвовал в боях на Сталинградском фронте. В 1943 году был ранен, долгое время находился на лечении. В 1945—1946 годах работал в газете «Літаратура і мастацтва». В 1948 году окончил заочно Минский педагогический институт имени Максима Горького. Работал в прессе, в 1946—1984 годах с небольшими перерывами работал редактором отдела поэзии журнала «Полымя».

## Творчество
Печатался с 1934 года, активно — с 1938 года. Первый сборник стихов — «Салют в Минске» (1947). Наиболее известные произведения — поэтические сборники «Негорельская арка» (1949), «На подступах» (1952), «На зори занимает» (1958), «Настежь» (1960), «Адрес любви» (1964, избранное), «Стихи и баллады» (1969), «Вересковый взяток» (1974), «Песня зелёного дуба» (1989), «3 белага камення — сіняе пламенне» (1993), историко-революционные поэмы «Отец Днепр» (1955), «Ветер с Волги» (1963), поэтические сборники для детей «Голуби» (1949), «Три гудка» (1951), «Рыбы наших рек» (1952), «Детский сад» (1954), «Вода и удочка» (1967).
Переводил на белорусский язык ряд текстов М. Ю. Лермонтова, Л. Украинки, А. Мицкевича, Ю. Тувима, В. Броневского, А. Малышко.

## Сценарии
Автор сценариев 40 документальных фильмов.
- 1977 «Эхо в пуще» (в 2-х сериях, реж. Диамара Нижниковская, Белорусское телевидение)
- 1985 «Смотрите на траву» (по мотивам рассказов Янки Брыля)

## Награды и звания
- орден «Знак Почёта» (28.12.1973)
- орден Отечественной войны I степени
- медаль «За трудовое отличие» (25.02.1955)
- Литературная премия имени Янки Купалы (1964) за поэму «Ветер с Волги»
- Государственная премия Белорусской ССР (1968) за сценарий хроникально-документального фильма «Генерал Пуща»
- Заслуженный деятель культуры Белорусской ССР (1969)
- Медали